# Wilchiwka (obwód rówieński)
Wilchiwka (ukr. Вільхівка) – wieś na Ukrainie, w obwodzie rówieńskim, w rejonie rówieńskim, w hromadzie Bereźne. W 2022 liczyła 450 mieszkańców, spośród których 450 wskazało jako ojczysty język ukraiński.